# Hășmașu Ciceului, Bistrița-Năsăud
Hășmașu Ciceului este un sat în comuna Uriu din județul Bistrița-Năsăud, Transilvania, România. La recensământul din 2002 avea o populație de 288 locuitori.